# 러시아-아제르바이잔 관계
러시아와 아제르바이잔은 군사적인 측면을 포함한 다양한 측면에서 사실상 및 실질적인 동맹국이다. 아제르바이잔과 러시아 간에는 양자 관계가 존재한다. 아제르바이잔 대사관은 러시아 모스크바에 위치해 있다. 러시아 대사관은 아제르바이잔 바쿠에 있다.

## 역사
현재 아제르바이잔은 러시아-페르시아 전쟁 (1804년~1813)과 굴리스탄 조약, 러시아-페르시아 전쟁 (1826년~1828년), 투르크만차이 조약에 따라 카자르 이란이 다른 모든 백인 영토와 함께 러시아 제국의 일부가 되었다. 아라스강 북쪽 지역은 현재 아제르바이잔의 영토를 포함하여 러시아가 점령할 때까지 이란 영토였다. 수십 년 동안 러시아 제국의 영토였던 아제르바이잔은 독립을 달성한 후 1920년에 소련에 합병되었다.

### 독립 이후
1991년 소련이 붕괴된 후 아야즈 뮈탤리보프의 외교 정책으로 인해 양국 관계는 더욱 가까워졌다.  그러나 아르메니아의 코잘리 점령 이후 뮈탤리보프는 사임할 수밖에 없었고, 그 결과 애뷜패즈 엘치배이가 권력을 잡게 되었다. 엘치배이의 1년간의 통치 기간 동안 아제르바이잔과 러시아의 관계는 손상되었다. 엘치바이의 정치는 "반러시아"로 묘사되어 왔다. 1993년 헤이다르 알리예프가 집권하면서 그는 러시아와 더 따뜻한 관계를 다시 수립했다. 일함 알리예프 대통령에 따르면 블라디미르 푸틴은 아버지인 헤이다르 알리예프에게 특히 KGB를 공유한 배경에서 지속적인 인상을 남겼다.

## 경제 관계
러시아와 아제르바이잔 간의 무역 및 경제 협력이 증가하고 있다. 2008년 양국 간 무역 회전율은 연평균 39.3% 증가하여 총 24억 3천만 달러, 수출은 42.6% 증가하여 19억 9천 1백만 달러, 수입은 25.4% 증가하여 4억 1천 1백 40만 달러를 기록했다. 2007년 1월 1일 아제르바이잔에 대한 러시아의 가스 인도가 종료되었음에도 불구하고 러시아-아제르바이잔 무역은 긍정적인 추세를 유지하고 있으며, 그 구조는 비주력 상품의 비중이 증가하는 방향으로 발전했다.

## 문화적 관계
문화와 교육 분야에서 러시아-아제르바이잔 관계는 꾸준히 발전하고 있다. 2006년 12월, 양국은 2007년부터 2009년까지 인도주의 분야에서 국가 간 협력 프로그램을 채택했다. 2005년은 러시아의 "아제르바이잔의 해"였고, 2006년은 아제르바이잔의 "러시아의 해"였다. 양국은 이 두 해 동안 110회의 특별 문화 행사를 개최했다. 2008년, 바쿠에는 모스크바 국립 대학교의 분교가 설립되었다. 아제르바이잔 대학에는 15,000명 이상의 학생들이 러시아어 교육에 참여하고 있다. 아제르바이잔에는 50개 이상의 러시아어 신문사와 10개 이상의 러시아 통신사가 있다.